# Roelof van Vries
Roelof Jansz van Vries ou Roelof van Vries (1631, Haarlem – 1681/1701, Amsterdam) est un peintre hollandais du siècle d'or néerlandais. Connu pour ses paysages, on peut voir ses oeuvres au Metropolitan Museum of Art, au Rijksmuseum, à la National Gallery, etc.

## Biographie
Roelof van Vries est né en 1631 à Haarlem aux Pays-Bas (peut-être fils de Jacob Roelofsz de Vries qui était âgé de 18 ans en décembre 1626 à Haarlem) où il fait ensuite ses études.
La date de sa première œuvre connue montre qu'il devient peintre vers 1652. Il est souvent considéré comme la même personne qui se prénomme Roelandt van Vries et qui devient membre de la guilde de Saint-Luc de Leyde en 1653. Il est inscrit à la guilde de Saint-Luc de Haarlem en 1657.
On le retrouve à Amsterdam en 1659 d'où il ne bougera plus. Le 11 octobre 1659, il publie les bans de son mariage avec Marytje Adriaens, de Haarlem, et se marie à Amsterdam en 1659, à l'âge de 28 ans. Son témoin de mariage est le peintre Reynier Hals (en), fils du peintre Frans Hals.
Il meurt à Amsterdam entre 1681 et 1701. La date précise de sa mort n'est pas connue. On sait seulement que le registre de la guilde de Saint-Luc d'Amsterdam, tenu par Vincent van der Vinne, le cite comme mort en 1702.

## Son œuvre
Stylistiquement proche de Jacob van Ruisdael, il montre également des influences de Gillis Rombouts, Cornelis Decker (qui ont tous travaillé à Haarlem) et de Meindert Hobbema. Van Vries s'est concentré sur les paysages, dans lesquels les personnages venaient souvent des mains d'autres peintres tels qu'Adriaen van de Velde et Johannes Lingelbach.
Paysagiste proche de Jacob Van Ruisdael, Van Vries a très tôt été apprécié en France et le peintre Charles Le Brun possédait une de ses œuvres.
On reconnaît souvent Roelof van Vries à sa manière de peindre très soigneusement les murs et les feuillages, les ornant de petits points dorés, comme Meindert Hobbema et de Klaes Molenaer.
Van Vries a côtoyé les peintres Egbert van Heemskerk II, Leendert de Laeff (d), Pieter Nijs (en), Jan Theunisz Blanckerhoff (en), Johan Hackaert et Aernout van der Neer.
Son monogramme VR a été fréquemment altéré en JVR au XIXe siècle.

## Œuvres
- The Pigeon House[5], New York, Metropolitan Museum of Art
- Paysage avec un fauconnier[6], Rijksmuseum, Amsterdam
- Vue d'un village[7], National Gallery, Londres
- Village au bord d'une rivière[8], Philadelphia Museum of Art, Philadelphie.
- Une ferme et ses dépendances dans les dunes[9], Musée Bredius, La Haye.
- Cabanes paysannes dans un bois[4], Musée Städel, Francfort
- Paysage boisé avec une rivière[10], Musée des Beaux-Arts, Budapest
- Paysage avec une tour[11], Dulwich Picture Gallery, Londres
- Une tour au bord d'une rivière[12], Fitzwilliam Museum, Cambridge.
- Paysage fluvial boisé avec des pêcheurs[13], Christie's, London.
- Une rivière dans un village[14], Holburne Museum, Somerset.
- Maison sur une rivière avec des personnages[15], Bonhams, Londres.
- Voyageurs au bord d'un village[16], Birmingham Museums Trust, Birmingham
- Un chemin menant à travers bois avec des personnages[17], Ashmolean Museum, Oxford
- Construction d'une tour au bord d'un canal[18], Nationalmuseum, Stockholm.
- Paysage avec ruines et une rivière[19], Bowes Museum, Durham.
- Travelers among ruins[20], Musée du Palais du Roi Jean III, Varsovie.
- Ruine d'un château[21], Nationalmuseum, Stockholm.

## Galerie

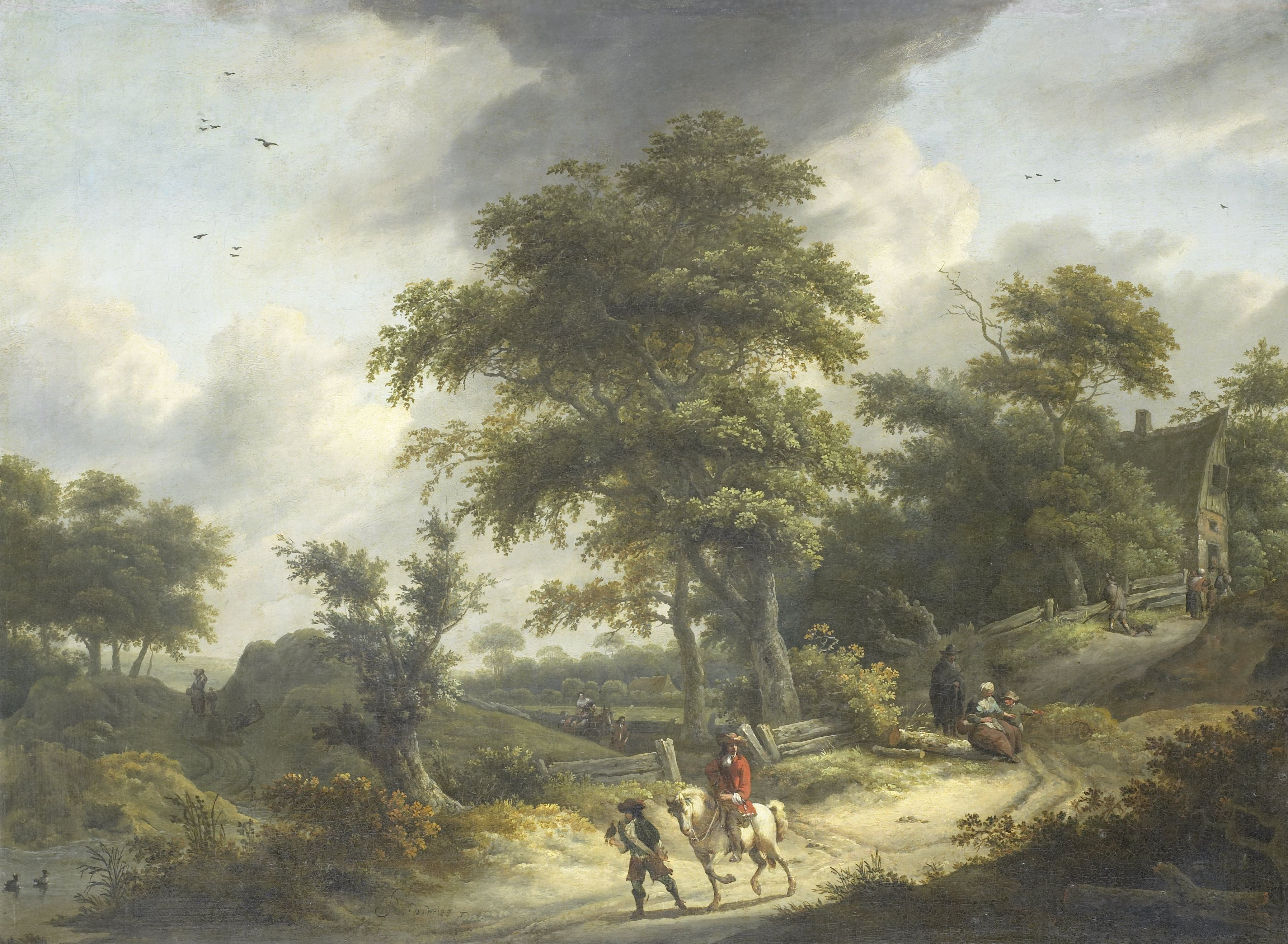
Paysage avec un fauconnier, Rijksmuseum, Amsterdam.
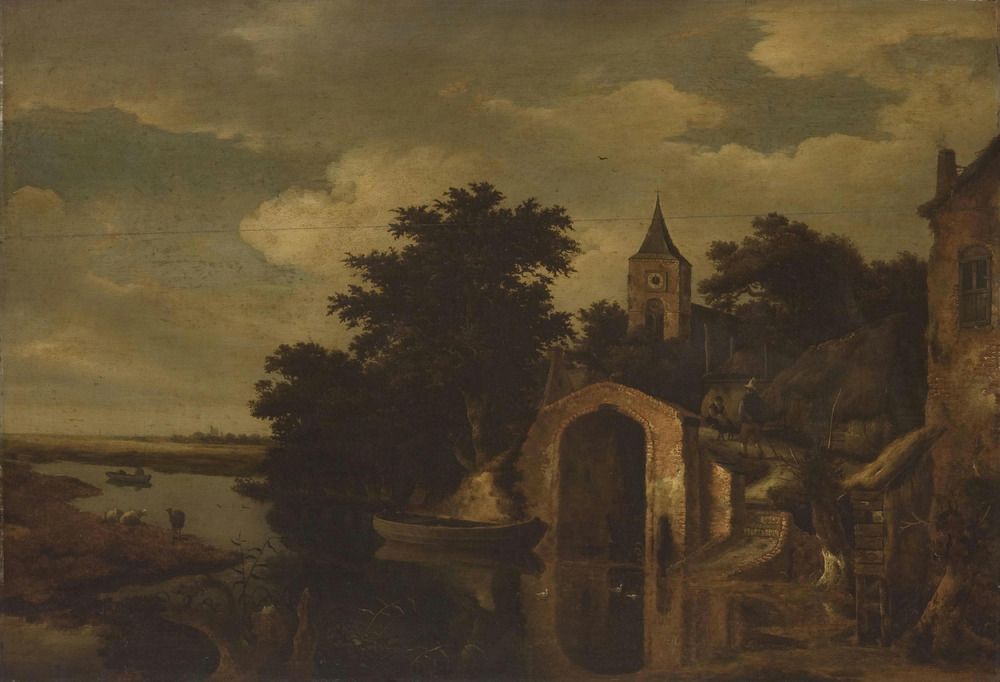
Village by a river/Village au bord d'une rivière, Philadelphia Museum of Art, Philadelphie.
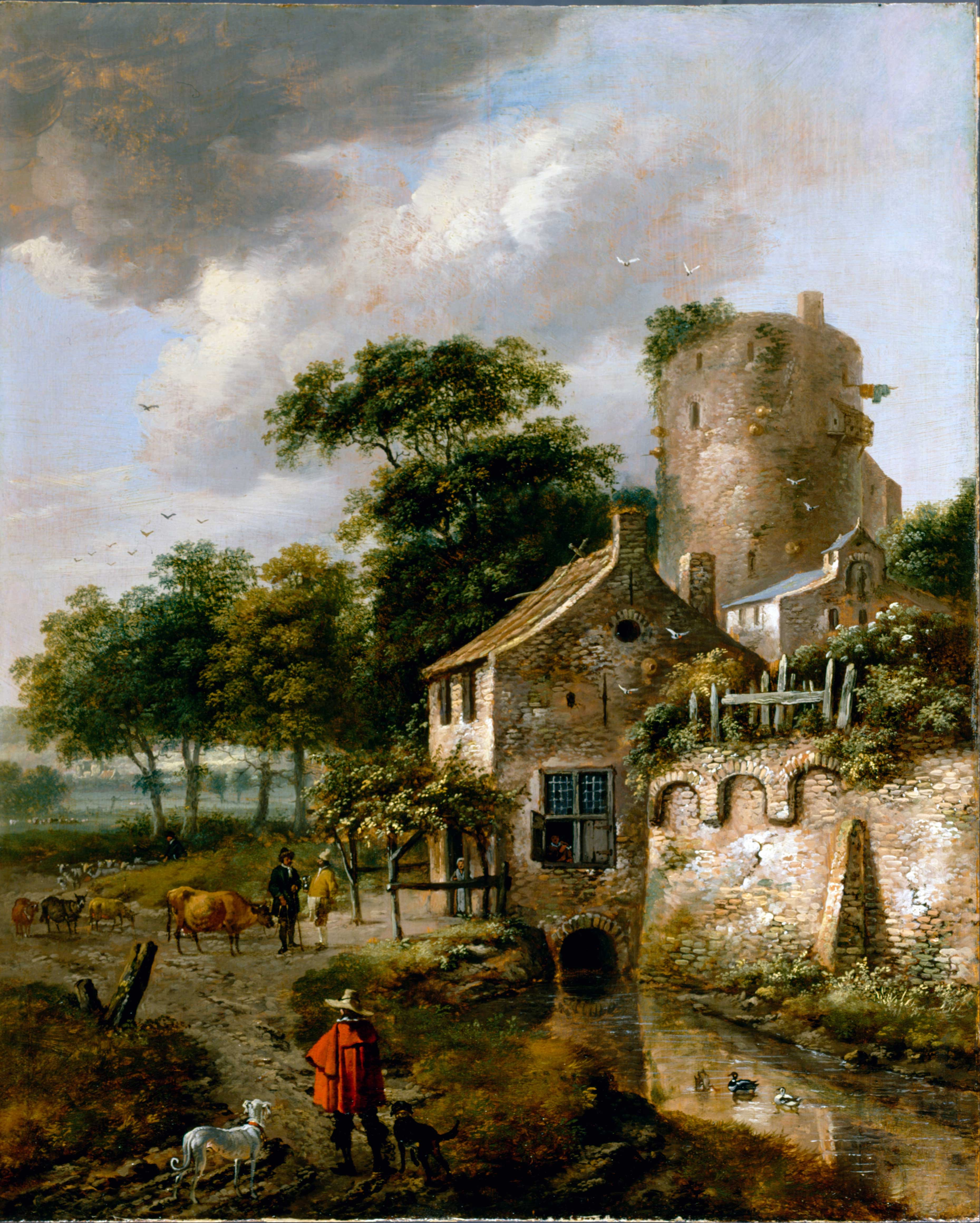
Paysage avec une tour, Dulwich Picture Gallery, Londres.
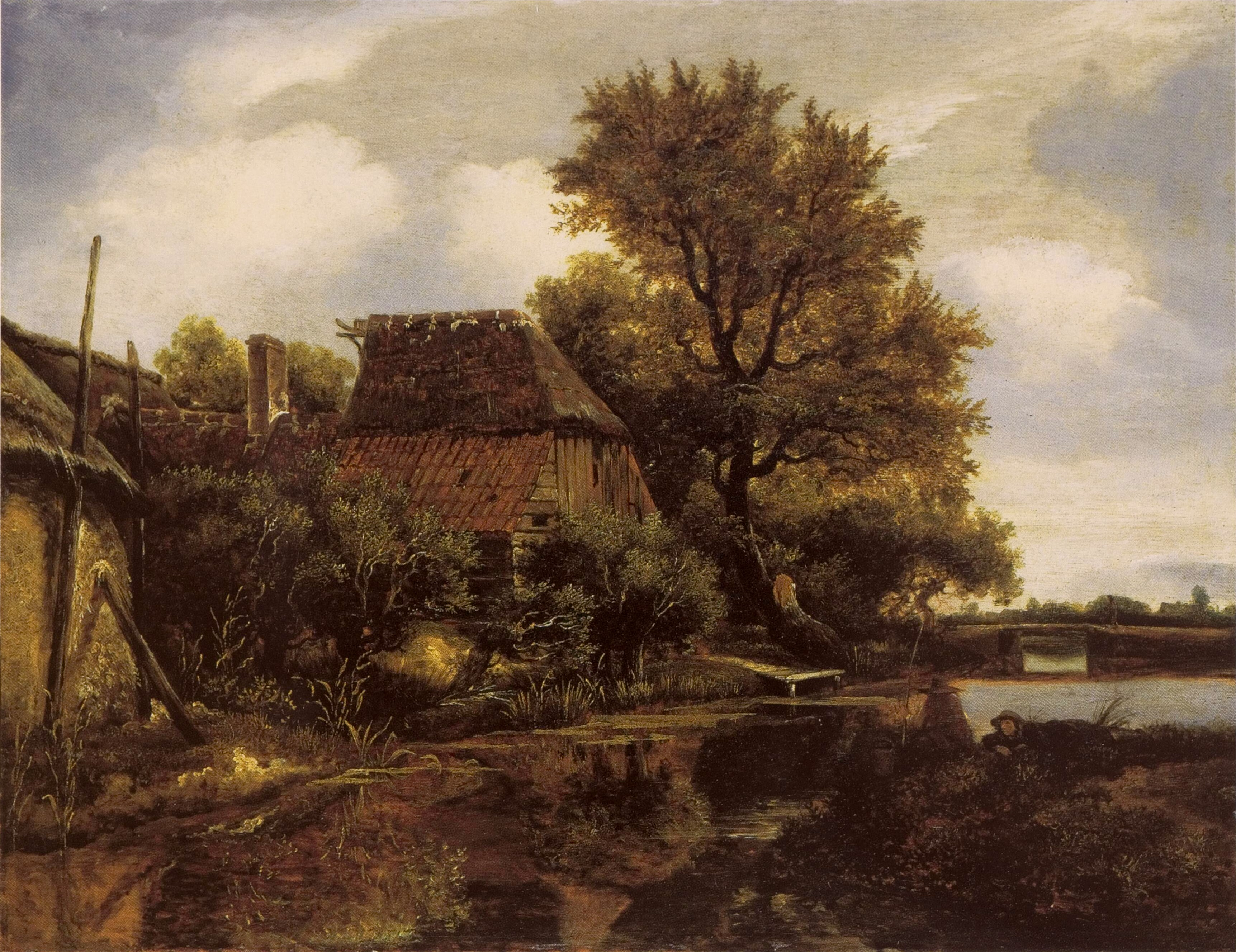
Paysage fluvial boisé avec des pêcheurs, Christie's, Londres.
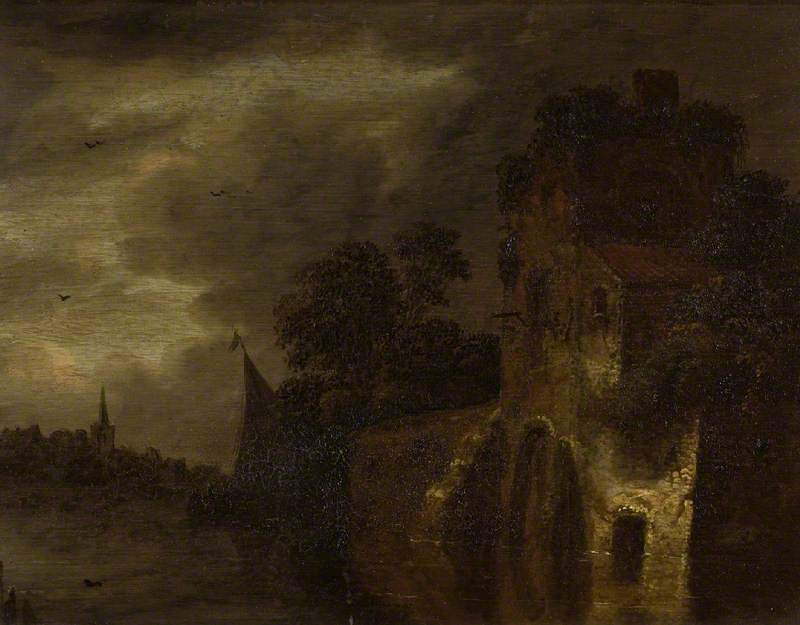
Une tour au bord d'une rivière, Fitzwilliam Museum, Cambridge.
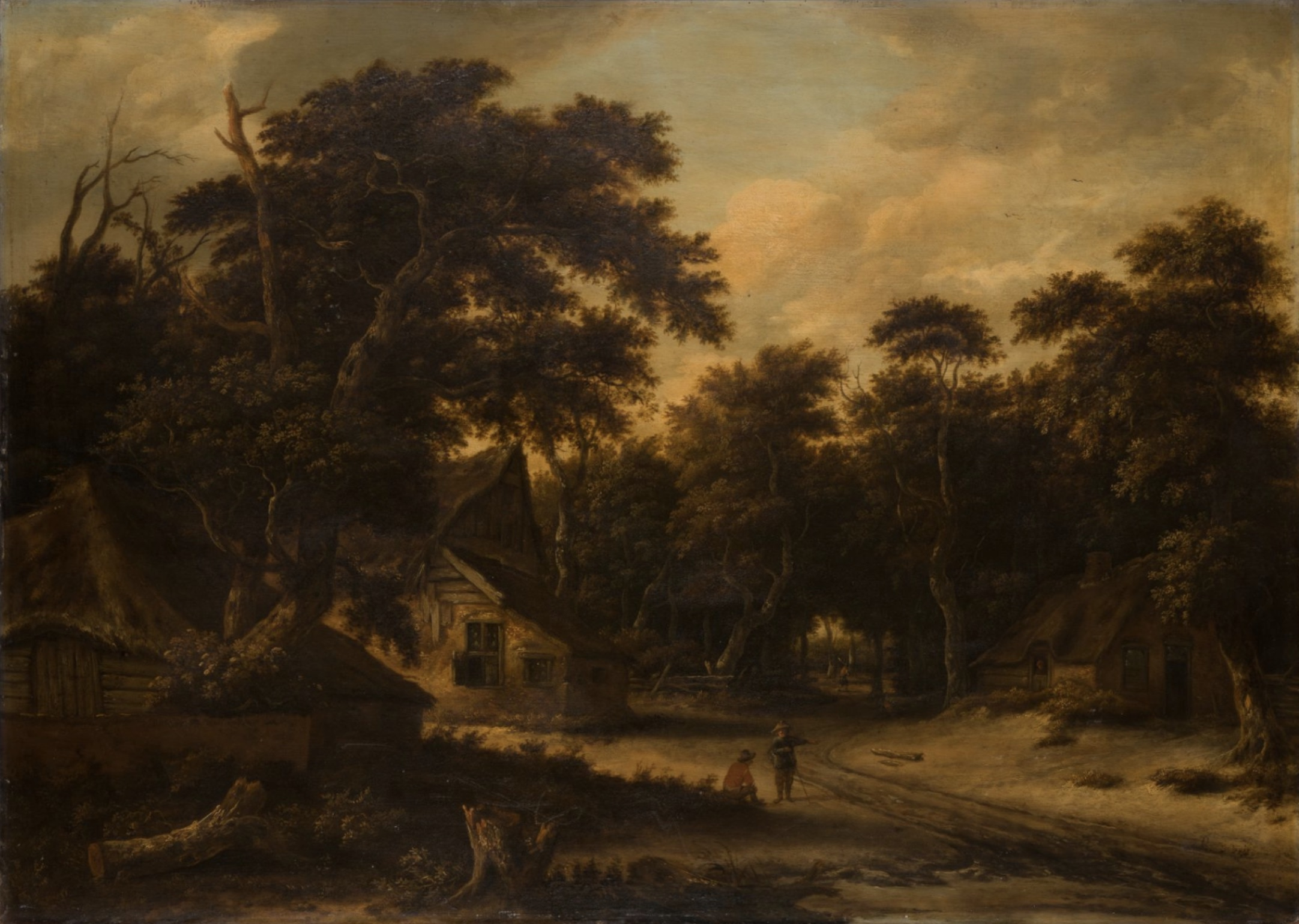
Cabanes paysannes dans un bois, Musée Städel, Francfort.
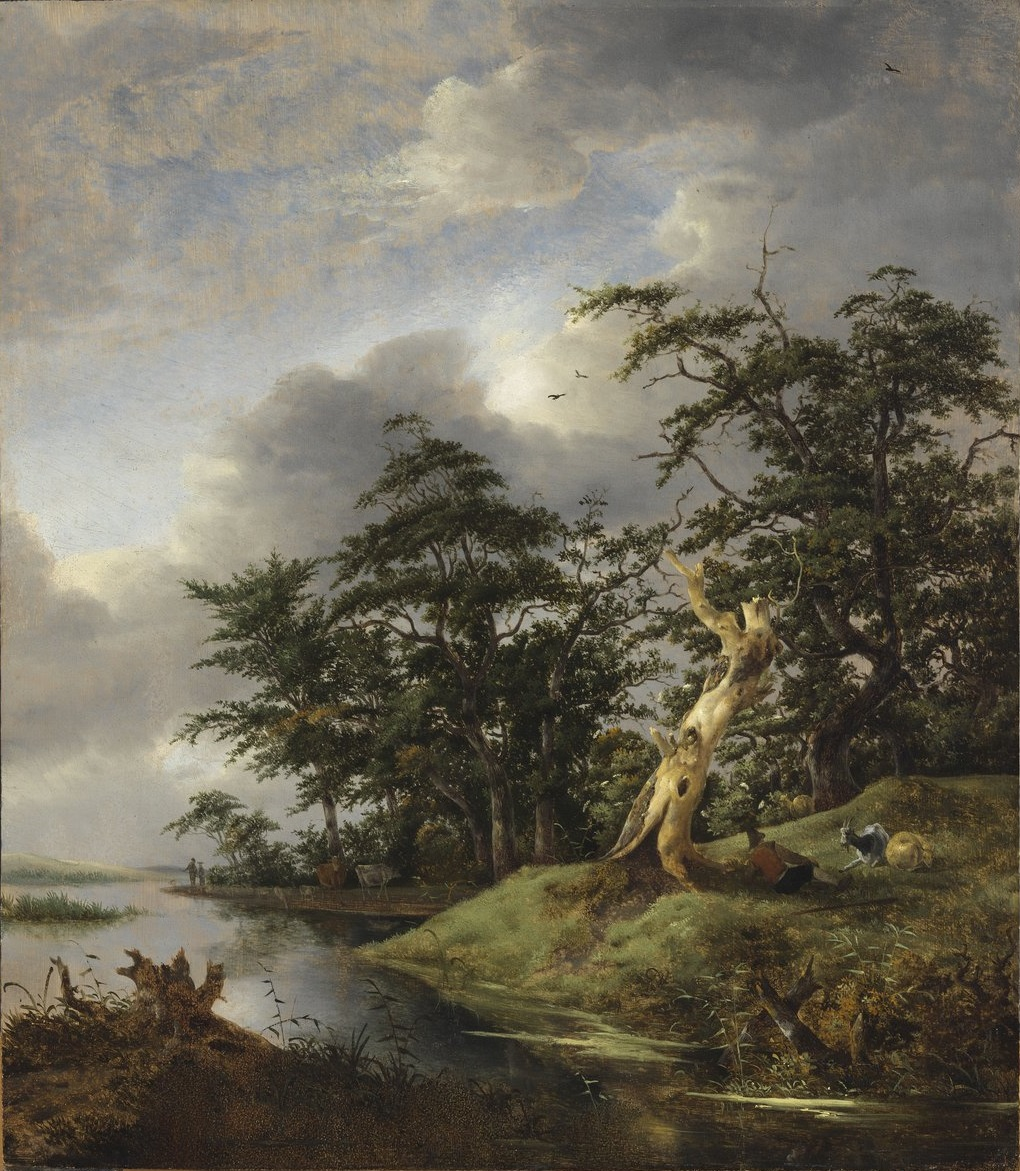
Paysage boisé avec une rivière, Musée des Beaux-Arts, Budapest.
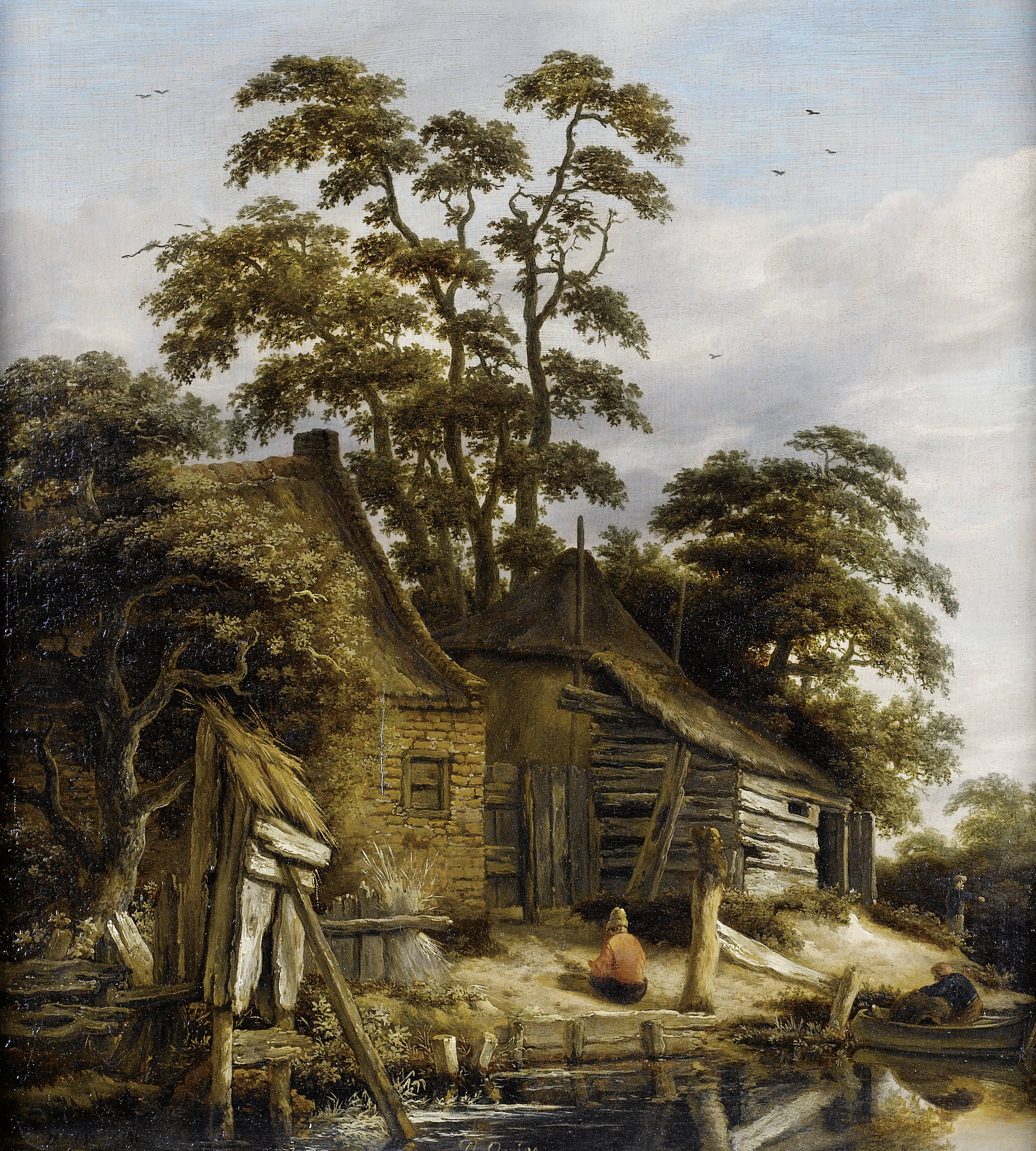
Maison sur une rivière avec des personnages, Bonhams, Londres.
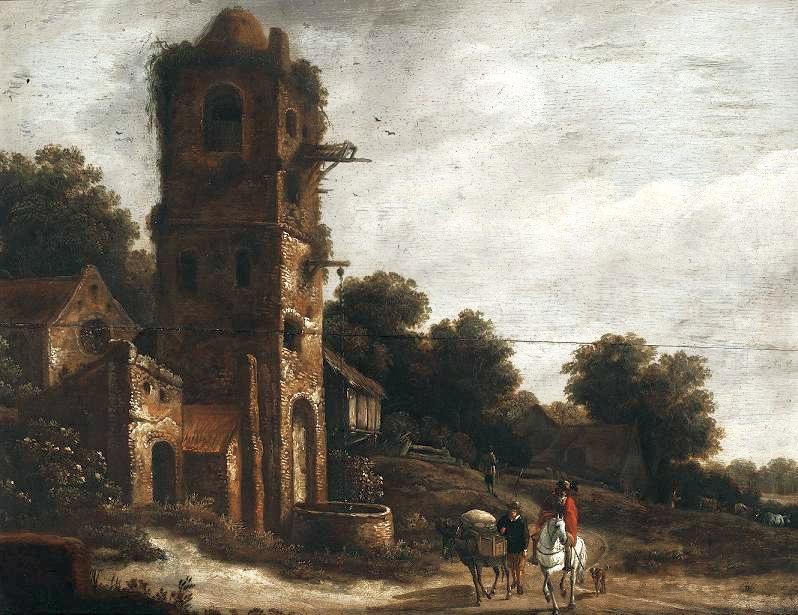
Travelers among ruins, Musée du Palais du Roi Jean III, Varsovie.
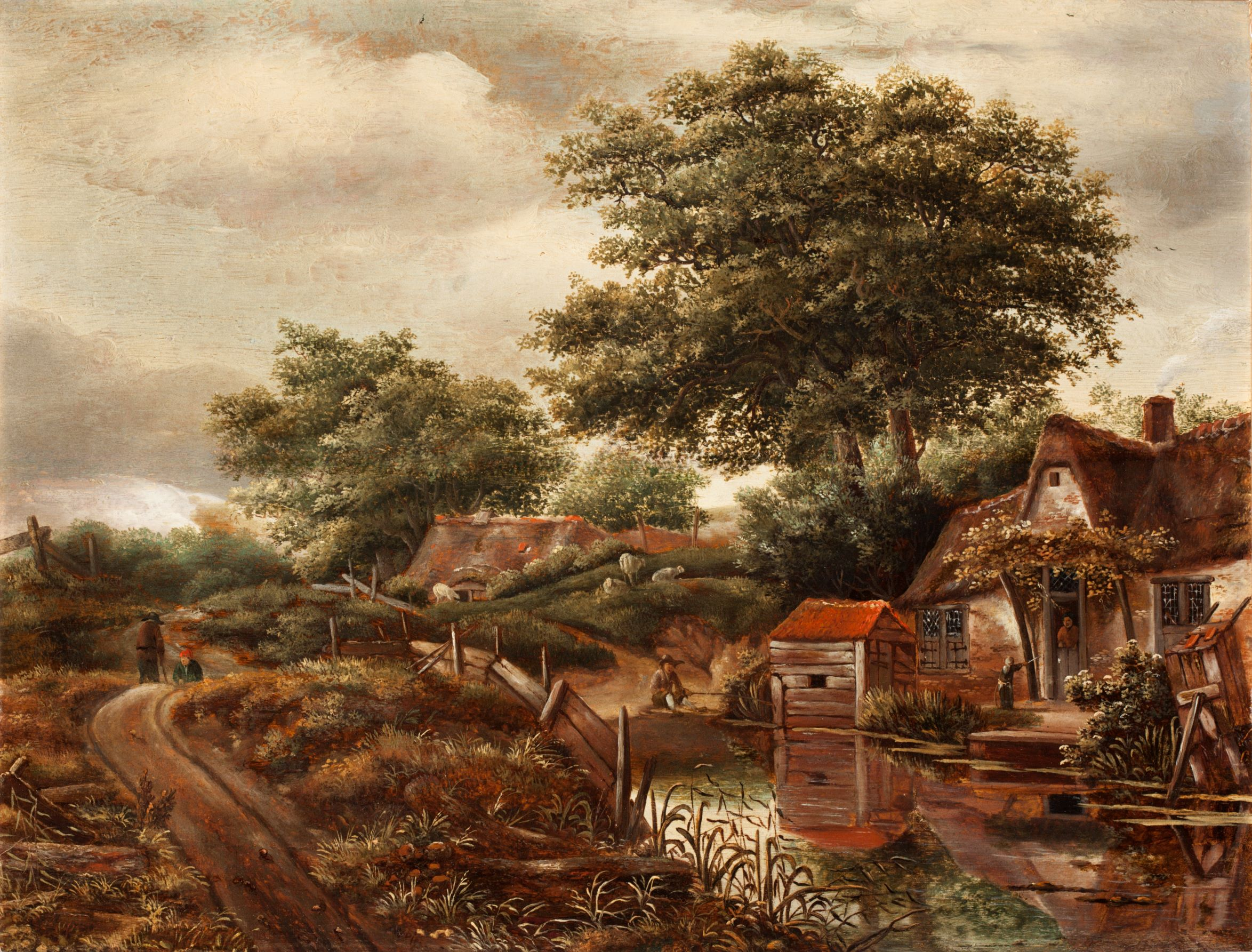
Boerenhoeves in de duinen, Musée Bredius, La Haye